# Casa matriu de l'Orde del Carme
La Casa matriu de l'Orde del Carme és una obra amb elements historicistes i modernistes de Tarragona protegida com a Bé Cultural d'Interès Local.

## Descripció
L'edifici és un convent de planta quadrada amb claustre interior. Té tres plantes d'alçada i, juntament amb el recinte annexionat, ocupa la quasi totalitat de l'illa de cases. De grans dimensions, posseeix quatre torres als quatre angles de l'edifici.
La façana principal té una decoració amb pinacles i glorieta, i s'hi poden observar alguns detalls inacabats a les altres façanes.
És molt interessant la juxtaposició de l'església, trencant així la planta quadrada, i el cambril de la Verge del Carme.

## Història
Construït com a casa matriu de l'orde, ha complementat la seva funció amb el col·legi.